# 世界犹太人阴谋论
世界犹太人阴谋论，或国际犹太人阴谋论、犹太人秘密统治世界阴谋论，被称为是“20世纪流传最广泛最持久的阴谋论”和历史上“传播最广泛且最持久的阴谋论之一”。该阴谋论通常宣称有一个被称为国际犹太人的邪恶的全球犹太人团体密谋统治世界。此阴谋论内容灵活多变，这也有助于解释此阴谋论是如何广泛且持久地传播。此阴谋论在19世纪末20世纪初十分流行，并尤其受到了《锡安长老会纪要》的影响。以相信世界犹太人阴谋论为前提的其他阴谋论看法包括犹太布尔什维主义、文化马克思主义阴谋论、犹太-美生阴谋论、白人種族滅絕陰謀論和纳粹大屠杀否认论。纳粹德国领导人相信是犹太人阴谋导致了第二次世界大战的爆发且二战是由犹太人操控是其实行最终解决方案的关键原因。